# Rapid šach

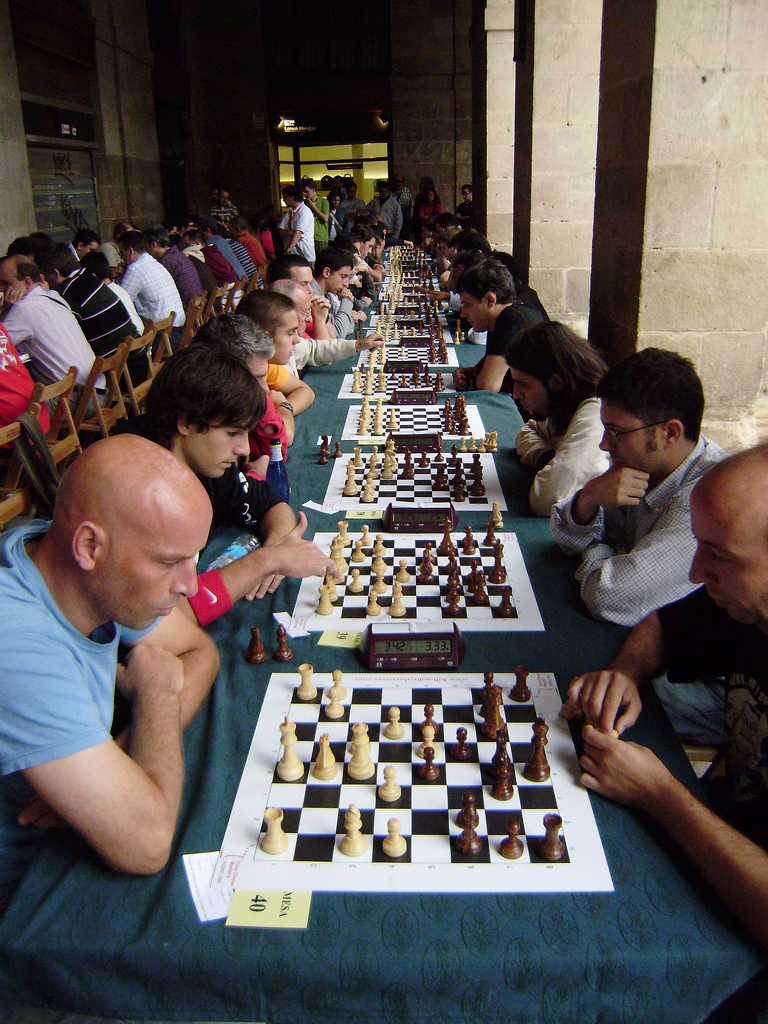
turnaj rapid šachu Bilbao 2008

Jako rapid šach (zkráceně rapid) či zrychlený šach se označují takové šachové partie, ve kterých je čas přidělený jednomu hráči na partii více než 10 minut a méně než 60 minut. To je méně než ve vážné partii a více, než v partii bleskové. Většinou se hrává tempem 20 až 30 minut na partii. Hraje-li se například tempem 30 minut na partii, značí se takové tempo 2×30 minut – každý z hráčů má tedy na hodinách při zahájení partie 30 minut. V mládežnických kláních turnaje v rapid šachu převažují, časté jsou turnaje družstev.

## Pravidla
Šachová partie v rapidu se hraje podle standardních šachových pravidel hry, turnajová pravidla se poněkud liší. 
Hra končí buď výhrou nebo remízou, přičemž v případě vyčerpání času některého z hráčů na šachových hodinách, ten kdo překročil čas, prohrává. Na rozdíl od vážné partie hráči nemusí partii zapisovat. Výsledek partií v rapid šachu se nezapočítává do Elo ratingu vážných partií, ale má Elo rating vlastní.

## Soutěže

### Svět
Mistry světa v rapid šachu zachycuje následující tabulka:
| Rok  | Jméno                 | Země        |
| ---- | --------------------- | ----------- |
| 2001 | Garri Kasparov        | Rusko       |
| 2003 | Višvanáthan Ánand     | Indie       |
| 2009 | Levon Aronian         | Arménie     |
| 2010 | Gata Kamsky           | USA         |
| 2012 | Sergej Karjakin       | Rusko       |
| 2013 | Šachrijar Mameďjarov  | Ázerbájdžán |
| 2014 | Magnus Carlsen        | Norsko      |
| 2015 | Magnus Carlsen        | Norsko      |
| 2016 | Vasyl Ivančuk         | Ukrajina    |
| 2017 | Višvanáthan Ánand     | Indie       |
| 2018 | Daniil Dubov          | Rusko       |
| 2019 | Magnus Carlsen        | Norsko      |
| 2021 | Nodirbek Abdusattorov | Uzbekistán  |

### Česko
Otevřené mistrovství Česka v rapid šachu se hrává při šachovém festivalu Czech Open v Pardubicích. Hrává se tempem 2×30 minut.

### Jiné turnaje
Ačkoli kvalita partií v rapidu není na stejné úrovni jako u vážné partie, pro diváky je rapid šach atraktivnější podívanou. Mezi nejznámější turnaje v rapidu patřilí Amber Tournament.